# Jauhienij Łaszankou
Jauhienij Iwanawicz Łaszankou, biał. Яўгеній Іванавіч Лашанкоў (ur. 2 stycznia 1979 w Mińsku, Białoruska SRR) – białoruski piłkarz, grający na pozycji pomocnika, a wcześniej napastnika lub obrońcy, reprezentant Białorusi.

## Kariera piłkarska

### Kariera klubowa
Wychowanek Szkoły Piłkarskiej Traktar Mińsk. W 1997 rozpoczął karierę piłkarską w klubie Źmiena-BATE Mińsk, dokąd był wypożyczony z BATE Borysów. W styczniu 2005 wyjechał do Ukrainy, gdzie podpisał kontrakt z Czornomorcem Odessa. Na początku 2007 przeniósł się do FK Charków, a latem powrócił do Białorusi, gdzie najpierw bronił barw FK Daryda, a od 2008 roku Hranitu Mikaszewicze. Na początku 2010 podpisał kontrakt z FK Mińsk.

### Kariera reprezentacyjna
Najpierw występował w młodzieżowej reprezentacji Białorusi. W 2005 zadebiutował w narodowej reprezentacji Białorusi.

## Sukcesy i odznaczenia

### Sukcesy klubowe
- mistrz Białorusi: 1999, 2002
- wicemistrz Białorusi: 1998, 2000, 2003, 2004
- brązowy medalista Mistrzostw Białorusi: 2001, 2010
- brązowy medalista Mistrzostw Ukrainy: 2006
- finalista Pucharu Białorusi: 2002

### Sukcesy indywidualne
- wybrany do listy 33 najlepszych piłkarzy Białorusi: 2004